# Pallacanestro alla XXIII Universiade - Torneo maschile
Il Torneo di pallacanestro maschile della XXIII Universiade si è svolto a Smirne, Turchia, nel 2005.

## Classifica
| -       | Paese               | Formazione |
| ------- | ------------------- | --- |
| Oro     | Stati Uniti         | Stati Uniti4 McNamara, 5 Sparks, 6 Hernández, 7 Foye, 8 Gansey, 9 Grier, 10 Jones, 11 Brunner, 12 Hicks, 13 Smith, 14 Haryasz, 15 Williams, All. Jay Wright                                             |
| Argento | Ucraina             | Ucraina universitariaBalašov, Buc'kyj, Fesenko, Humenjuk, Kobzystyj, Korabl'ov, Koval', Kryvyč I, Kryvyč R, Lebedjev, Pečerov, Podorvannyj, All. Hennadij Zaščuk                                        |
| Bronzo  | Serbia e Montenegro | Serbia e Montenegro universitaria4 Bogdanović, 5 Bošnjak, 6 Dozet, 7 Golubović, 8 Kojadinović, 9 Milošević, 10 Plisnić, 11 Šćekić, 12 Tepić, 13 Ivanović, 14 Zolotović, 15 Đorđević, All. Velimir Gašić |